# Die Hunde von Kuenring
Als Die Hunde von Kuenring werden besonders die beiden Brüder Hadmar III. und Heinrich III. aus dem österreichischen Ministerialengeschlecht der Kuenringer bezeichnet, die auch als Raubritter bekannt wurden.

## Namensherkunft und -bedeutung
„Hund“ war ursprünglich ein ehrenvoller Namenszusatz für einen Ritter, der seinem Herrn treu ergeben war. Eufemia von Mistelbach hat diese Bezeichnung von ihrem Vater Heinrich der Hund in die Ehe mit Hadmar II. von Kuenring mitgebracht, die damit von den Mistelbachern auf die Kuenringer, besonders aber auf die Söhne Eufemias, Hadmar und Heinrich, überging.
Durch die Erhebung der Söhne Hadmars und Eufemias gegen ihren Landesfürsten Herzog Friedrich II. geriet die Bezeichnung in Verruf und wurde auch spöttisch gebraucht. So verspottete man den Enkel Hadmars II. als „Hündchen“.
Der Beiname erfuhr im 16. Jahrhundert eine neue Bewertung, als Historiker darin einen Hinweis auf die Verwandtschaft der Kuenringer mit den Welfen zu erkennen glaubten, deren Stammvater Azzo von Este mit dem Kuenringerstammvater Azzo namensgleich ist. Auch wenn diese Vermutung nicht haltbar ist, so zeigt sie doch die hohe Wertschätzung für die Kuenringer.